# Hippopedon gracilipes
Hippopedon gracilipes är en insektsart som först beskrevs av Andrew Nelson Caudell 1905.  Hippopedon gracilipes ingår i släktet Hippopedon och familjen gräshoppor. Inga underarter finns listade i Catalogue of Life.